# Fredson Tavares
Fredson Jorge Ramos Tavares, conosciuto come Fock (São Vicente, 25 luglio 1982), è un calciatore capoverdiano, portiere del Red Star Merl.

## Carriera

### Club
Fock ha iniziato la sua carriera nelle giovanili del Real Júnior, dove ha militato dal 1990 al 2003. La sua carriera professionistica è iniziata nel 2004 con lo Sporting Praia, con cui ha giocato fino al 2007 totalizzando 69 presenze.
Dal 2007 al 2010 ha difeso i pali del Mindelense, prima di trasferirsi in Spagna, al Ceuta, nella stagione 2010-2011, dove ha collezionato 26 presenze.
Nel 2011 è tornato a Capo Verde per giocare con il Batuque, club con cui ha avuto diverse esperienze (2011-2012, 2013-2014, 2016-2022), inframmezzate da brevi periodi all’estero.
Ha vestito la maglia dell’Petro Atlético in Angola nella stagione 2012-2013, per poi passare al Clube Recreativo da Caála (2014-2015) e successivamente al Benfica Luanda nel 2015.
Nel 2022 si è trasferito in Lussemburgo, firmando per il Red Star Merl, club con cui è ancora tesserato.

### Nazionale
Con la Nazionale capoverdiana ha preso parte alla Coppa d'Africa 2013.